# Steve Fisk
 Steve Fisk je americký muzikant a hudební producent. Jednu dobu hrál v instrumentálním projektu Pell Mell. Se zpěvákem Shawnem Smtihem založili kapelu Pigeonhed, která vydala své debutové album roku 1993.
Následující seznam zachycuje hudební skupiny a hudebníky, se kterými Steve Fisk nějakým způsobem spolupracoval:
- Low
- Soul Coughing
- Nirvana
- Soundgarden
- Maktub
- Screaming Trees
- The 360's
- Calvin Johnson
- Wedding Present
- Some Velvet Sidewalk
- Unwound
- Negativland
- Damien Jurado
- Beat Happening
- Boss Hog
- 3 Mile Pilot